# Luigi Savini
Luigi Savini, noto anche con lo pseudonimo di Ruggero Marchi (Ravenna, 19 agosto 1891 – Bologna, 15 maggio 1979), è stato un attore e direttore del doppiaggio italiano.

## Biografia
Stretto collaboratore di Francesco Balilla Pratella, musicista di Lugo, nel 1911 Luigi Savini iniziò a partecipare, in veste di declamatore, a manifestazioni futuriste. Savini e Filippo Tommaso Marinetti organizzavano, nelle serate futuriste, capolavori in verso libero dei poeti del gruppo; alcuni esempi: Contro la primavera di Gian Pietro Lucini, Inno alla poesia nuova di Paolo Buzzi, L'orologio di Aldo Palazzeschi, I tetti di Corrado Govoni, Gioia di Enrico Cavacchioli, Ode alla violenza di Enrico Cardile,  Eliche ed Elegia della quiete di Luciano Folgore, Nuotando nel Tevere di Libero Altomare, Matrimonio in extremis di Auro D'Alba, analisi lirica della Nevrosi in versi liberi di Mario Bètuda, Fiume del mondo di Giuseppe Carrieri e Sala anatomica di Gesualdo Manzella Frontini. Rimane celebre la serata del 21 febbraio 1913, al Teatro Costanzi di Roma, dove, su preghiera di Marinetti, si esibì declamando i versi di Inno alla morte, di  Buzzi.

Luigi Savini (primo a sinistra) dirige i doppiatori Giuseppe Rinaldi, Fiorella Betti e Stefano Sibaldi

Si dedicò anche al giornalismo e al canto lirico, ma trovò la vera affermazione nel doppiaggio sin dai primi anni della sua istituzione in Italia, contribuendo a perfezionarne la pratica. Inizialmente direttore per la società Itala-Acustica, controllata dall'I.C.I., fu in seguito assunto dalla Paramount, per la quale fino al 1938 curò l'edizione italiana. Lo si ricorda come direttore del doppiaggio del primo lungometraggio in animazione della Walt Disney: Biancaneve e i sette nani. Nel dopoguerra, fu uno dei direttori di doppiaggio di punta della C.D.C.; dalla fine degli anni Quaranta, si occupò prevalentemente dell'edizione italiana dei film della Paramount.
Negli anni Cinquanta partecipò come comprimario a diverse commedie cinematografiche grazie alla sua forte somiglianza con Angelo Rizzoli (caratteristici l'accento milanese e la figura piccola e tozza, con testa calva e grandi sopracciglia), come Padri e figli (1957), di Mario Monicelli, e Il vedovo (1959), di Dino Risi.

## Filmografia
- Le infedeli, regia di Mario Monicelli e Steno (1953)
- Anni facili, regia di Luigi Zampa (1953)
- Il bigamo, regia di Luciano Emmer (1956)
- Una pelliccia di visone, regia di Glauco Pellegrini (1956)
- Padri e figli, regia di Mario Monicelli (1957)
- Tutti innamorati, regia di Giuseppe Orlandini (1959)
- Vacanze d'inverno, regia di Camillo Mastrocinque (1959)
- Il vedovo, regia di Dino Risi (1959)
- Un militare e mezzo, regia di Steno (1960)